# 小川健太
小川 健太（おがわ けんた、1986年5月19日 - ）は、CBCテレビ（CBC）報道部の記者で、同局の元アナウンサー。2023年からは、JNNロサンゼルス支局の特派員を務めている。

## 来歴・人物
愛知県岡崎市の出身で、幼少期をアメリカ合衆国で生活したため、日常会話程度の英会話が可能である。慶應義塾ニューヨーク学院への在学中には、空手部の主将を務めた。後に日本へ帰国すると、慶應義塾大学へ進学。当時の同級生に、俳優の崎本大海がいる。
大学卒業後の2009年にアナウンサーとして当時の中部日本放送へ入社すると、7月17日に、ラジオの生ワイド番組『多田しげおの気分爽快!!朝からP・O・N』で「初鳴き」（番組デビュー）。同期入社の佐藤幹朗（2011年退社）とともに、「イケメンアナウンサー」として紹介された。後に、ラジオのスポーツ番組『若狭敬一のスポ音』などにも出演。同番組から誕生した2人組のデュオ「永岡健太」名義で、先輩アナウンサーの永岡歩とともに歌手活動も展開している。
中部日本放送の分社化（2014年4月1日）を機にCBCテレビ（テレビ放送・アナウンサー管理などの部門を継承した新会社）へ転籍すると、2017年に名古屋テレビ（メ～テレ）アナウンサー（当時）の大塚奈央子と結婚。結婚後にアナウンス部から報道部へ異動したが、異動後の2018年に第一子（長男）を授かった。ただし、報道部の記者に転じた後も、CBCテレビが平日の夕方に中京ローカルで放送する報道・情報番組（『イッポウ』 → 『チャント!』）でフィールドキャスターを務めていた。
2023年からは、JNNロサンゼルス支局の特派員として、アメリカ国内での生活を再開している。JNNの準基幹局であるCBCテレビが同支局を運営していることによる赴任で、赴任後は、メジャーリーガーの大谷翔平（ロサンゼルス・エンゼルス→ロサンゼルス・ドジャース）に関する取材リポートをJNN全国ネット（TBSテレビ制作）の報道・情報番組へ頻繁に送っている。

## 出演番組

### テレビ
過去
- チャント!（2019年4月1日 - 2021年3月26日 、フィールドキャスター）
  - 第一子の懐妊を機にフリーアナウンサーへ転身した妻の大塚も、一部のコーナーでナレーターを担当。
- イッポウ（2013年4月1日 - 2019年3月29日、フィールドキャスター）
  - 2013年3月までは、『金曜企画生ちゅう』を担当。
- なるほどプレゼンター!花咲かタイムズ（2012年4月～2013年3月）
- 来る来るミラクル（2010年4月23日 - 2011年9月30日）
- CBCニュース

### ラジオ
過去
- 多田しげおの気分爽快!!朝からP・O・N
- 若狭敬一のスポ音（2009年 - 2012年）
- 若手アナ自由時間 ひきだし（2011年2月4日 - 2012年3月30日）
- CBCニュース